# この醜くも美しい世界
『この醜くも美しい世界』（このみにくくもうつくしいせかい）は、ガイナックス・シャフト共同制作による日本のオリジナルテレビアニメ、またこれを原作とした漫画。
日本において、本作のタイトルロゴには『This ugly and beautiful world』という英語表記がなされているが、北米でのタイトルは『This Ugly Yet Beautiful World』である。
2004年4月から6月にBS-i（現BS-TBS）にて、全12話構成で放送された。ガイナックスの20周年記念作品の第一弾である。白泉社の雑誌『ヤングアニマル』において森見明日による漫画版も連載された。
2012年に城戸賞入選を果たした麓貴広の脚本『この醜く美しき世界』とはタイトルが酷似しているが、全くの無関係である。

## ストーリー
親から離れ、西野家に下宿する少年タケルは、高校に通いながら西野家のバイク便を手伝い暮らしていた。
ある日の配達の帰り、タケルはバイクに便乗していた親友のリョウとともに不可思議な光を目撃した。双筋に分かれた光跡を追って林に入ると、1本の樹に宿った光の中から、ひとりの女の子が姿を現した。彼女はタケルが考える「理想の女の子」に瓜二つだったのだ。タケルは常識から考えられない現象に戸惑いながらも、人間としての記憶を持たないらしいその少女にヒカリと名づける。
だがその直後、節足動物にも似た巨大な怪物が現れ、彼らに襲いかかる。リョウは果敢にもバイクで反撃を試みるが、怪物を倒すには至らない。ヒカリとタケルが窮地に追い込まれたそのとき、タケルの身体にも尋常ではない変化が現れた。
しかしこれらの異変は、これから始まる「世界の終わり」の序章に過ぎなかった。

## 登場人物
ヒカリ
声 - 川澄綾子
本作の主人公。不思議な光の中から現れたため、タケルによってヒカリと名付けられた謎の少女。その正体は、地球の生命体の滅亡を望む意志である、神のような存在。外見はタケルの理想の少女の具現化であり、普段はオレンジ色の髪と碧眼だが、滅亡者としての本性が目覚めた時には髪と眼がピンク色になり、ツリ目になる。
外見年齢は16から17歳。高校に通う際には「星野ヒカリ」と名乗っている。
アカリ
声 - 清水愛
ヒカリと同じく、不思議な光の中から現れた少女。ヒカリを姉と慕い、周囲からはヒカリの実の妹と認知されているが、本人はリョウと共に暮らしている。本来はヒカリに対するストッパー的な存在であり、人類の存続を望む意志。
ペットとして、クオン（声：真田アサミ）という謎の生命体を連れているが、そのクオンこそがその名の通り、滅びの道を閉ざす鍵である。
リョウと出会うまでは森で暮らしていたためか、自然や生き物が好きで、他人の前でも平気で裸になる等、良くも悪くも無邪気な性格。外見年齢は13歳。
竹本タケル
声 - 水島大宙
本作のもう一人の主人公。高校2年生の少年。代わり映えのない日常に退屈していたが、森の中でヒカリと出会ったことで運命が動き出す。
幼い時に唯一の肉親である母親（声：高田由美）に捨てられており、現在は西野家で下宿しつつ、一丁の経営するバイク便のアルバイトをしている。特技はバイクの修理で、その腕はプロ並み。
ヒカリとの接触が原因で人類防衛のための能力に目覚め、「ED覚醒体」と呼ばれるデビルマンに似た姿に変身する。
二ノ宮リョウ
声 - 瀧本富士子
タケルの親友である、物静かで落ち着いた性格の美少年。タケルと同じくかつて両親に捨てられており、現在は妹の紀美と共に郊外の家で暮らしている。
森の中でアカリと出会い、彼女と共に家族として暮らしていくことを誓う。彼もまたED能力に目覚めているが、タケルのように変身することはなく、タケルの怒りを静めたり、アカリの武装化を防いだりという癒しの能力である。
普段は冷静沈着だが、やる時はやる男であり、本気になった際はタケル以上の男気を見せることもある。
西野マリ
声 - 真田アサミ
タケルやリョウの幼なじみである少女。三つ編みが特徴。タケルに想いを寄せているが素直になれない少女。
自分の性格を素直に伝えられるヒカリに対し、僅かながら嫉妬心を抱いており、それが終盤の鍵となる。
最終回のラストシーンでは、三つ編みを切り落としたショートカットになっている。
ジェニファー・ポートマン
声 - 高田由美
アメリカ人の天才科学者であり、スタイル抜群の美女。ED覚醒体や、ヒカリ・アカリ姉妹の秘密に精通しており、本作の重要なキーパーソン。ビール好きの酒豪。
シリアスなシーンが多いものの、一度ハジけたらかなりの破廉恥キャラとなり、『まほろまてぃっく』の式条先生を彷彿とさせる暴走ぶりを見せる。
紅林浴香
声 - 菊地由美
マリの友人で、背が高くスタイルのいい少女。自宅は西野家の隣であり、タケルとも付き合いが長い。
現在はリョウに好意を抱いているが、かつてはタケルに想いを寄せていたものの、マリのために引き下がったという裏設定がある。
漆島桜子
声 - 水野愛日
浴香と同じくマリの友人で、小柄な少女。タケル達とは腐れ縁的な感じでよくつるんでいる。
浅倉晋一
声 - 私市淳
タケルやリョウの友人である、小柄で眼鏡をかけたハイテンションな少年。ヒカリに対して「大宇宙の神秘」と言っている。
松村大治郎
声 - 荻原秀樹
タケルやリョウの友人である、大柄で色黒の少年。晋一と共に、ヒカリとアカリに続く3人目の美少女を求めている。
名前の由来は、バイクレーサーの加藤大治郎。
二ノ宮紀美
声 - 小林恵美
リョウの妹。家庭環境のためか、小学生ながらかなりしっかりしており、高校生の兄と推定中学生のアカリの天然っぷりに「どうして歳上二人の面倒を……」と頭を悩ませている。
本人は親に捨てられたことは知らず、リョウからは親は亡くなったと伝えられている。
西野一丁
声 - 松本大
マリの父親で、豪快で愉快な男性。バイク便を経営しているが、収入はそんなに多くないようである。
かつて身寄りのないタケルを引き取り、家族同然に育てたため、タケルとは実の親子のように仲がいい。
西野澄江
声 - 小谷朋子
マリの母親。物腰の柔らかい落ち着いた女性だが、奇妙なコスプレ服を作り娘に着せようとする等、変わった一面もある。
アイオニオス
声 - 野田圭一
ヒカリに仕える謎のロボット。本体は小さなクリスタルなため、体の形を自由に変えられる。男には厳しく女性には優しいという、ある意味分かりやすい性格。同じクリスタル素体を本体とするクオンとはいい凸凹コンビ。
正体は、今の人類を滅ぼし新たな人類を生み出す怪物、アナスタシスの一部。タケルとヒカリとアカリによってアナスタシスが消滅した際に元の姿に戻り、本体はクオンの本体と共に、ジェニファーのペンダントとなった。
ちなみに出演声優のほとんどは同社製作のアニメ『まほろまてぃっく』でのレギュラー声優たちであり、川澄綾子と清水愛に至っては、キャラクターの立ち位置まで同じである。なお、リューガ役だった子安武人は本作には出演していないが、雑誌インタビューでは「出演しません!」と謝罪している。

## スタッフ
- 原作 - GAINAX
- 監督 - 佐伯昭志
- シリーズ構成 - 佐伯昭志、山賀博之
- キャラクターデザイン・総作画監督 - 高村和宏
- メカニックデザイン原案 - すずきめい
- モンスターデザイン - 吉成曜
- 美術監督 - 桑原悟
- 色彩設定 - 日比野仁
- 撮影監督 - 小澤次雄
- 編集 - 瀬山武司
- 音響監督 - 岩浪美和
- 音楽 - 渡辺剛
- エグゼクティブプロデューサー - 源生哲雄
- プロデューサー - 関戸雄一、神宮司剛史、佐藤裕紀
- アニメーション・プロデューサー - 久保田光俊
- アニメーション制作 - GAINAX、SHAFT
- 製作 - 醜美委員会（ジェネオンエンタテインメント、TBS、GAINAX、ムービック）

## 主題歌

### オープニングテーマ
「metamorphose」
作詞 - くまのきよみ / 作、編曲 - 大森俊之 / 歌 - 高橋洋子

### エンディングテーマ
「夏色のカケラ」（第1話 - 第11話）
作詞 - くまのきよみ / 作、編曲 - 渡辺剛 / 歌 - 石田燿子
「キミニアエテ」（第12話）
作詞 - くまのきよみ / 作、編曲 - 渡辺剛 / 歌 - 川澄綾子&清水愛

## 各話リスト
| 話数   | サブタイトル         | 脚本       | 絵コンテ        | 演出         | 作画監督                            | 放送日        |
| ------ | -------------------- | ---------- | --------------- | ------------ | ----------------------------------- | ------------- |
| 第1話  | 暁は光と闇のわかれめ | 大久保智康 | 佐伯昭志        | 佐伯昭志     | 中村章子                            | 2004年 4月1日 |
| 第2話  | あなたが初めて       | 植竹須美男 | 佐伯昭志        | いたがきしん | 西田美弥子 春日香                   | 4月8日        |
| 第3話  | 二人の木陰           | 佐伯昭志   | 錦織敦史        | 大塚雅彦     | 錦織敦史                            | 4月15日       |
| 第4話  | これからの人生       | 佐伯昭志   | 鈴木利正        | 鈴木利正     | 村山公輔                            | 4月22日       |
| 第5話  | スクール・デイズ     | 大久保智康 | 中山勝一        | 高柳滋仁     | 石井久美                            | 4月29日       |
| 第6話  | 水辺にたたずみ       | 植竹須美男 | 山崎たかし      | 鈴木利正     | 伊藤良明                            | 5月6日        |
| 第7話  | キスへのプレリュード | 板垣伸     | 板垣伸          | 板垣伸       | 板垣伸                              | 5月13日       |
| 第8話  | この素晴らしき世界   | 大久保智康 | 米田光宏        | 米田光宏     | 西田美弥子 春日香                   | 5月20日       |
| 第9話  | 星に願いを           | 佐藤竜雄   | 中山勝一        | 中山勝一     | 錦織敦史                            | 5月27日       |
| 第10話 | 偽りの心             | 植竹須美男 | 宮田亮 佐伯昭志 | 宮田亮       | 北野幸広                            | 6月3日        |
| 第11話 | 時の過ぎ行くまま     | 佐伯昭志   | 鈴木利正        | 鈴木利正     | 伊藤良明 田中穣                     | 6月10日       |
| 第12話 | 我が心の歌           | 佐伯昭志   | 佐伯昭志        | 佐伯昭志     | 西田美弥子 春日香 伊藤良明 高村和宏 | 6月17日       |

## 漫画
- ジェッツコミックス

1. 2004年8月27日発売、ISBN 978-4-592-13261-5
2. 2005年3月29日発売、ISBN 978-4-592-13262-2
3. 2005年7月29日発売、ISBN 978-4-592-13263-9